# Whewellova enačba
Whewellova enačba za ravninske krivulje povezuje tangentni kot ({\displaystyle \varphi }) in dolžino loka ({\displaystyle s}).

## Zgledi
| krivulja  | enačba                           |
| --------- | -------------------------------- |
| premica   | {\displaystyle \varphi =c}       |
| krožnica  | {\displaystyle s=a\varphi }      |
| verižnica | {\displaystyle s=a\tan \varphi } |

## Značilnosti
Kadar je krivulja dana parametrično v odvisnosti od dolžine loka {\displaystyle s\,}, potem je kot {\displaystyle \varphi \,} določen z 
{\displaystyle {\frac {d{\vec {r}}}{ds}}={\begin{pmatrix}dx/ds\\dy/ds\end{pmatrix}}={\begin{pmatrix}\cos \varphi \\\sin \varphi \end{pmatrix}}\quad {\text{ker je}}\quad \left|{\frac {d{\vec {r}}}{ds}}\right|=1}.
To pa pomeni
{\displaystyle {\frac {dy}{dx}}=\tan \varphi }.
Parametrični enačbi krivulje dobimo z integriranjem
{\displaystyle x=\int \cos \varphi \,ds}
{\displaystyle y=\int \sin \varphi \,ds}.
Ukrivljenost je določena kot 
{\displaystyle \kappa ={\frac {d\varphi }{ds}}}.
Cesàrovo enačbo se dobi z odvajanjem iz Whewellove enačbe.